# Transports publics de la région de Tampere
Les transports publics de la région de Tampere (finnois : Tampereen seudun joukkoliikenne, sigle Nysse), jusqu'en 2014 transports publics de Tampere (finnois : Tampereen joukkoliikenne, est le gestionnaire des transports publics de la ville de Tampere et de sa région.

## Présentation
Nysse est responsable de la planification des transports publics dans la région de Tampere, à savoir Tampere, Nokia, Ylöjärvi, Kangasala, Lempäälä, Pirkkala, Orivesi et Vesilahti, et en partie également à Hämeenkyrö.
Début juillet 2014, environ 370 000 personnes vivent dans la zone administrative des transports publics de la région de Tampere.

## Modes de transport gérés

### Bus

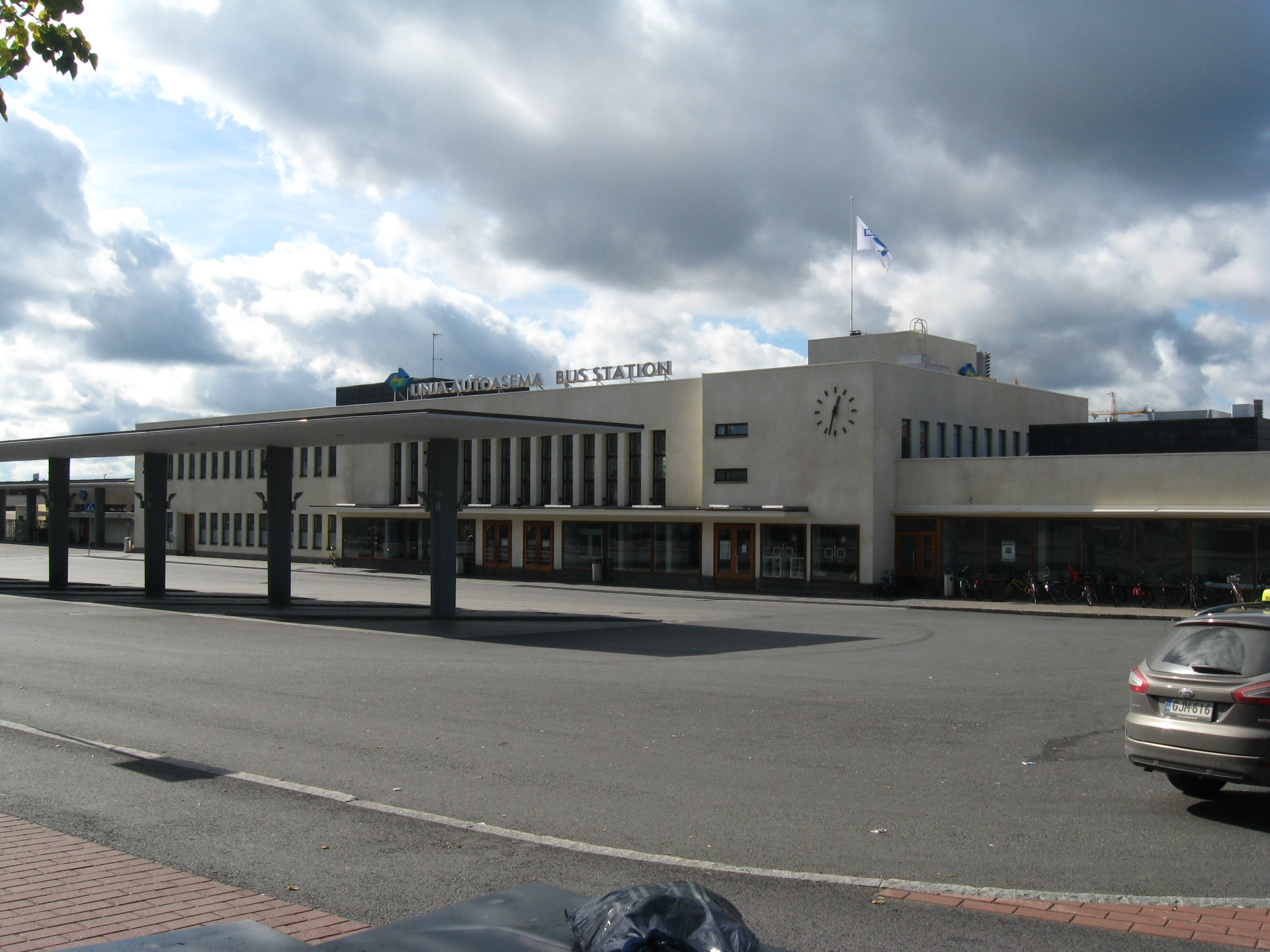
Gare routiere de Tampere.

| Numéro | Destination           |
| ------ | --------------------- |
| 1-10   | AB lignes principales |
| 11-39  | AB autres lignes      |
| 40-49  | Kangasala             |
| 50-59  | Lempäälä et Vesilahti |
| 60-69  | Pirkkala              |
| 70-79  | Nokia                 |
| 80-89  | Ylöjärvi              |
| 90-99  | Teisko                |

### Trains
Le projet pilote de trains de la région de Tampere a commencé le 15 décembre 2019.
Dans la phase initiale du projet, un train M va de Nokia à Toijala via Tampere, Lempäälä et Viiala.
En outre, la ligne de train R de la région d'Helsinki circule entre les régions de Tampere et d'Helsinki, s'arrêtant dans la plupart des gares. 
Les trains de la région de Tampere et certains trains longue distance s'arrêtent à Orivesi, Tampere, Nokia et Lempäälä.